# Dzjanga
De Dzjanga of Dzjangitaoe (Georgisch: ჯანღა [dʒɑnɣɑ]; Russisch: Джангитау, Dzjangitaoe) is een bergtop van 5085 meter boven zeeniveau, gelegen in de bergkam van de Grote Kaukasus op de grens van Georgië (Svanetië) en de Russische deelrepubliek Kabardië-Balkarië. Het is de op één na hoogste bergtop van Georgië na de Sjchara en de op vijf na hoogste van de Kaukasus. De hellingen zijn bedekt met gletsjers.
De berg heeft drie toppen met naast de centrale hoofdtop een westelijke top van 5058 meter hoog en een oostelijke top van 5033 meter. Deze laatste wordt vaak verkeerd aangeduid als Poesjkinpiek, die in het massief van de Dychtaoe ligt ongeveer zeven kilometer naar het noordoosten in Rusland. De Dzjanga ligt middenin de zogenaamde Bezengimuur, een ongeveer twaalf kilometer onderdeel van de centrale bergkam van de Grote Kaukasus tussen de Lalveri en Sjchara, die letterlijk een "muur" vormen tussen Rusland en Georgië. 